# Saint-Victor (Dordogne)
Saint-Victor – miejscowość i gmina we Francji, w regionie Nowa Akwitania, w departamencie Dordogne.
Według danych na rok 1990 gminę zamieszkiwały 134 osoby, a gęstość zaludnienia wynosiła 26 osób/km² (wśród 2290 gmin Akwitanii Saint-Victor plasuje się na 1042. miejscu pod względem liczby ludności, natomiast pod względem powierzchni na miejscu 1417.).